# Babylon Berlin
Babylon Berlin es una serie de televisión alemana de carácter histórico y policíaco, cuya primera temporada se estrenó el 13 de octubre de 2017 en la cadena Sky 1 de Alemania. La serie reproduce investigaciones policíacas en la ciudad de Berlín entre 1929 y 1934 en la República de Weimar. Ha supuesto una superproducción en la que han colaborado varias cadenas alemanas.
La serie se basa en las novelas del escritor y periodista Volker Kutscher, cuyo primer título, "Der nasse Fisch", se publicó en español en 2010 como Sombras sobre Berlín. El principal protagonista es el inspector de policía Gereon Rath.

## Argumento

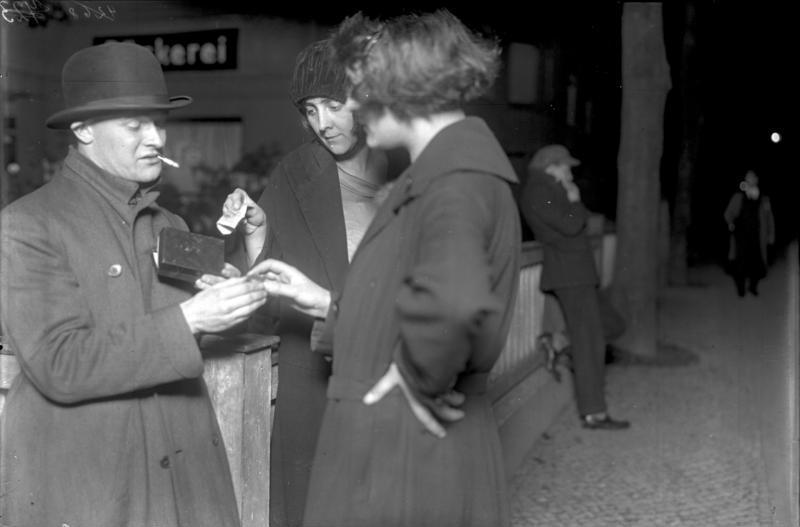
En el Berlín de 1930 unas prostitutas compran cápsulas de cocaína, que se venden al precio de 5 marcos cada una.

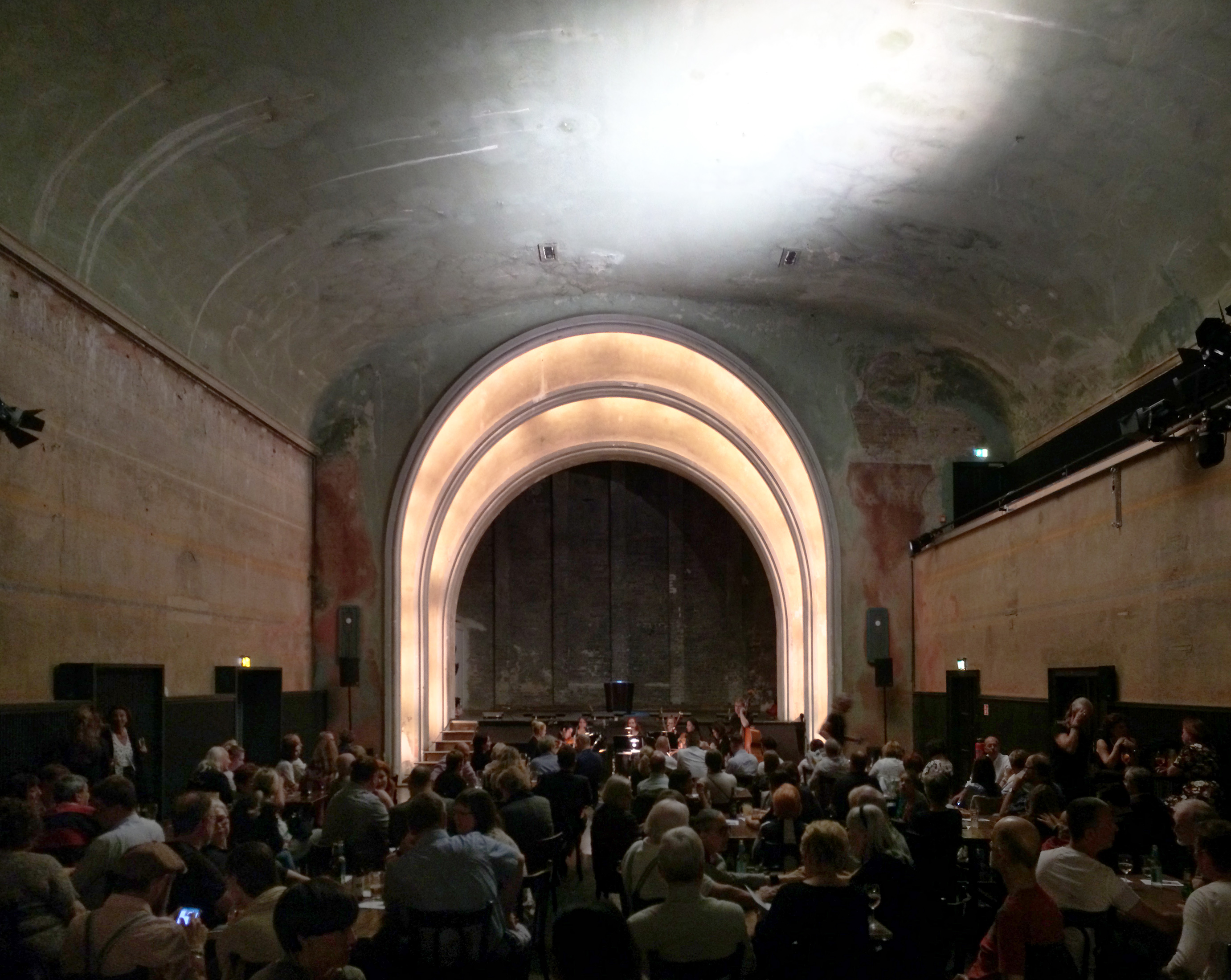
El antiguo cine Delphi en Berlín-Weissensee, es utilizado para representar el interior del club nocturno Moka Efti.

### 1ª y 2ª temporada (2017)
En 1929 en la República de Weimar, Gereon Rath, un inspector de la policía de Colonia se incorpora a la unidad antivicio de Berlín, donde investiga una red de pornografía en el cine, con el trasfondo de los movimientos políticos de la época y la vida nocturna y la música de los cabarés.
El detective cuenta con la colaboración de Charlotte Ritter, una mecanógrafa, trabajadora esporádica de la policía interpretada por la actriz Liv Lisa Fries, que se esfuerza por dejar atrás la pobreza de su desolado barrio y que por las noches acude a Moka Efti, un local abarrotado donde triunfa la música, el baile y el sexo.
La ciudad aparece retratada como una gran metrópolis llena de libertad, que está próxima a sufrir un cambio radical con la llegada del nacionalsocialismo.

### Tercera temporada
En el otoño de 1929, pocas semanas antes del viernes negro, Gereon Rath y Charlotte Ritter investigan el asesinato de una estrella de cine en un set de rodaje. Mientras tanto, el Reichswehr Negro prepara su próximo intento de acabar con la democracia, usando cualquier excusa para provocar conflictos con los comunistas.

### Cuarta temporada (2022)
La cuarta temporada adapta la novela Un gánster en Berlín, la tercera de la saga escrita por Volker Kutscher. Se desarrolla a finales de 1930 y principios de 1931, cuando Alemania se deslizaba hacia el nazismo y en la que el inspector Gereon investiga los bajos fondos del boxeo.

## Personajes y reparto
- Policía:
  - Volker Bruch como inspector Gereon Rath, comisionado detective de Colonia.
  - Liv Lisa Fries como Charlotte Ritter, taquígrafa y empleada en la policía.
    - Hildegard Schroedter como Minna Ritter, madre de Charlotte. Enferma de sífilis.

  - Peter Kurth como inspector Bruno Wolter, alto comisionado de "Sitte".
    - Marie Gruber como Emmi Wolter, esposa de Bruno.

  - Thomas Thieme como Karl "Buda" Zörgiebel, presidente de la policía de Berlín.
  - Anton von Lucke como Stephan Jänicke, policía asistente.
- Moka Efti:
  - Mišel Matičević como Edgar Kasabian, conocido como "El armenio"; gerente del Moka Efti.
  - Meret Becker como Esther Kasabian, esposa de Edgar, actriz retirada.
  - Severija Janušauskaitė como Svetlana Sorokina, falsa condesa rusa y cantante del Moka Efti.
- Conspiradores:
  - Ernst Stötzner como general Kurt Seegers, ex soldado y miembro de la Reichswehr Negra. Conspirador contra Gobierno.
  - Lars Eidinger como Alfred Nyssen, hijo y heredero de la fortuna Nyssen y uno de los conspiradores.
    - Marie Anne Fliegel como Anne Marie Nyssen, CEO de Nyssen AG y madre de Alfred.

  - Hannah Herzsprung como Helga Rath, amante eventual de Gereon, su cuñado y posterior esposa de Alfred.
- Comunistas:
  - Jördis Triebel como Völcker, médico comunista. Portavoz de los manifestantes de la KPD.
  - Ivan Shvedoff como Alexei Kardakov, trotskista y amante de Sorokina. Líder de la Fuerza Roja.
  - Denis Burgazliev como coronel Trochin, embajador de la Unión Soviética en Berlín.
- Políticos:
  - Matthias Brandt como August Benda, concejal de Gobierno.
    - Jeannete Hain como Irmgard Benda, esposa del concejal Benda.
    - Leonie Benesch como Greta Overbeck, mucama de los Benda.

  - Benno Fürmann como Guenter Wendt, coronel, consejero y asesor personal del presidente del Reich Paul von Hindenburg.
- Otros:
  - Fritzi Haberlandt como Elisabeth Behnke, viuda dueña de los apartamentos dónde Gereon se hospeda en Berlín.
  - Karl Markovics como Samuel Katelvach, escritor independiente y periodista de Viena.
  - Henning Peker como Franz Krajewski, manipulado por la industria pornográfica y luego por la policía.
  - Saskia Rosendahl como Marie-Luise Seegers.
  - Jens Harzer como Anno Schmidt, médico y terapeuta.

## Producción
La serie ha contado con un presupuesto de 40 millones de euros y en su producción han colaborado la primera cadena de televisión pública alemana, la ARD, la plataforma de pago Sky Deutschland y las productoras X Film Creative Pool y Beta Film. La producción ha sido la más cara de la historia de la televisión alemana hasta su estreno.

Ha sido coescrita y codirigida por Tom Tykwer, director de El perfume y Corre, Lola, corre, Achim von Borries y Henk Handloegten. Destaca igualmente la música compuesta por Johnny Klimek y Tom Tykwer y en la que también participan The Bryan Ferry Orchestra y la Moka Efti Orchestra.
El rodaje se ha llevado a cabo en el Studio Babelsberg situado en Potsdam, además de escenarios reales de la ciudad de Berlín.

## Personajes históricos
En la serie aparecen algunos personajes históricos de la República de Weimar:
- Paul von Hindenburg, Presidente de la República.
- Walther Stennes, líder de las Sturmabteilung (SA, o "camisas pardas"), organización vinculada al Partido Nacionalsocialista Obrero Alemán.
- Ernst "Buda" Gennat, director de la Policía Criminal de Berlín. Su carrera de más de 30 años incluyó casos como los de Fritz Haarmann y Peter Kürten.
- Hans Achim Litten, joven abogado especializado en causas contra los nazis. Interrogó a Adolf Hitler como parte de un juicio contra miembros de las SA por un ataque contra jóvenes de izquierda.
- Otto Wollenberg (Horst Wessel), miembro de las SA con rango de Sturmführer, creador del himno «Horst-Wessel-Lied».
- Karl Zoergiebel, jefe de la policía de Colonia entre 1922 y 1926, luego en Berlín (1926-1929) y finalmente en Dortmund (1930-1933).
- Albert Grzesinski, sucesor de Zoergiebel. Fue ministro del Interior de Prusia entre 1919 y 1920, luego de la policía de Prusia (1922-1924) y finalmente de la policía de Berlín entre 1925 y 1926.
- Johann Wilhelm "Rukeli" Trollmann, boxeador alemán de origen gitano, se desempeñó en la categoría de peso semipesado. Murió en 1944 en el campo de concentración de Neuengamme.
- August Benda (Bernhard Weiss), Vicepresidete de la Policía de Berlín durante de la República de Weimar. Gran defensor de la democracia parlamentaria alemana y opositor a los grupos de extremar izquierda y derecha. Al igual que el personaje de la serie, Weiss era judío.
- Kurt von Schleicher, General y último Canciller de la República de Wiemar. Su cercanía con Ernst Röhm y rivalidad con Adolf Hitler llevó a su asesinato durante la noche de los cuchillos largos.
- Franz von Papen, Canciller de la República de Weimar, y personaje fundamental para el ascenso de Hitler al poder. Sus ideas de que Hitler podía ser fácilmente manipulado si este llegaba al poder terminaron siendo erróneos; terminó marginado de la política alemana y hecho Embajador en diversas ocasiones.
- Aristide Briand, primer ministro de Francia durante la Tercer República, recibió el Premio Nobel de la Paz en 1926.
- Gustav Böss, Alcalde de Berlín entre 1921 y 1929. Se vio obligado a renunciar luego del Escándalo Sklarek.
- Gustav Stresemann, fue Canciller de la República de Weimar en 1923 y posteriormente ministro de Asuntos Exteriores entre 1923 y 1929. A lo largo del tiempo se fueron afianzando más sus ideas democráticas, advirtiendo tempranamente del peligro que significaba Adolf Hitler y el Partido Nazi.
- Theodor Wolff, prominente escritor y director del periódico Berliner Tageblatt entre 1906 y 1933.

Existen dos personajes que también comparten nombre con personas reales de la época, sin embargo estos homónimos no son intencionales. Estos son: Wilhelm Böhm y Wilhelm Seegers.